# Vaccinium depressum
Vaccinium depressum là một loài thực vật có hoa trong họ Thạch nam. Loài này được (Small) Sleumer miêu tả khoa học đầu tiên năm 1941.